# Трионообразни
Трионообразните (Rhinopristiformes) са разред животни от клас Хрущялни риби (Chondrichthyes).
Таксонът е описан за пръв път от Гейвин Нейлър през 2016 година.

## Семейства
- Glaucostegidae
- Pristidae – Риби трион
- Rhinidae
- Rhinobatidae – Риби китара
- Trygonorrhinidae